# Зоринский (станция)
Зоринский — действующая станция Саратовского отделения Приволжской железной дороги на линии Саратов I — Сенная. Находится возле посёлка Зоринский Саратовского района Саратовской области.

## История
Линия Саратов I — Сенная — Сызрань I электрифицирована на переменном токе, грузовое и пассажирское движение обслуживается электровозами Приволжской дороги: серии ЭП1 приписки ТЧ Саратов и ВЛ80С, ВЛ80Т ТЧ Петров Вал и ТЧ им. М. Горького.
Участок от станции Трофимовский II до станции Сенная был электрифицирован в 1992 году.

## Дальнее следование по станции
По графику 2020 года через станцию без остановки курсируют следующие поезда дальнего следования:
| Круглогодичное обращение поездов | Круглогодичное обращение поездов | Круглогодичное обращение поездов | Круглогодичное обращение поездов |
| № поезда                         | Маршрут движения                 | № поезда                         | Маршрут движения                 |
| -------------------------------- | -------------------------------- | -------------------------------- | -------------------------------- |
| 45/46                            | Кисловодск — Екатеринбург        | 45/46                            | Екатеринбург — Кисловодск        |
| 47/48                            | Москва — Балаково                | 47/48                            | Балаково — Москва                |
| 59/60                            | Кисловодск — Новокузнецк         | 59/60                            | Новокузнецк — Кисловодск         |
| 97/98                            | Кисловодск — Тында               | 97/98                            | Тында — Кисловодск               |
| 103/104                          | Саратов — Уфа                    | 103/104                          | Уфа — Саратов                    |
| 105/106                          | Волгоград — Нижневартовск        | 105/106                          | Нижневартовск — Волгоград        |
| 127/128                          | Адлер — Красноярск               | 127/128                          | Красноярск — Адлер               |
| 129/130                          | Анапа — Красноярск               | 129/130                          | Красноярск — Анапа               |
| 141/142                          | Симферополь — Екатеринбург       | 141/142                          | Екатеринбург — Симферополь       |
| 147/148                          | Астрахань — Нижневартовск        | 147/148                          | Нижневартовск — Астрахань        |
| 343/344                          | Адлер — Челябинск                | 343/344                          | Челябинск — Адлер                |
| 345/346                          | Адлер — Нижневартовск            | 345/346                          | Нижневартовск — Адлер            |
| 353/354                          | Адлер — Пермь                    | 353/354                          | Пермь — Адлер                    |
| 367/368                          | Кисловодск — Киров               | 367/368                          | Киров — Кисловодск               |
| 373/374                          | Махачкала — Тюмень               | 373/374                          | Тюмень — Махачкала               |

| Сезонное обращение поездов | Сезонное обращение поездов     | Сезонное обращение поездов | Сезонное обращение поездов     |
| № поезда                   | Маршрут движения               | № поезда                   | Маршрут движения               |
| -------------------------- | ------------------------------ | -------------------------- | ------------------------------ |
| 205/206                    | Анапа — Иркутск                | 205/206                    | Иркутск — Анапа                |
| 229/230                    | Анапа — Северобайкальск        | 229/230                    | Северобайкальск — Анапа        |
| 235/236                    | Анапа — Тында                  | 235/236                    | Тында — Анапа                  |
| 241/242                    | Адлер — Иркутск                | 241/242                    | Иркутск — Адлер                |
| 243/244                    | Анапа — Новокузнецк            | 243/244                    | Новокузнецк — Анапа            |
| 251/252                    | Адлер — Барнаул                | 251/252                    | Барнаул — Адлер                |
| 269/270                    | Адлер — Чита                   | 269/270                    | Чита — Адлер                   |
| 273/274                    | Адлер — Северобайкальск        | 273/274                    | Северобайкальск — Адлер        |
| 451/452                    | Адлер — Ижевск                 | 451/452                    | Ижевск — Адлер                 |
| 453/454                    | Новороссийск — Уфа             | 453/454                    | Уфа — Новороссийск             |
| 455/456                    | Новороссийск — Челябинск       | 455/456                    | Челябинск — Новороссийск       |
| 457/458                    | Анапа — Челябинск              | 457/458                    | Челябинск — Анапа              |
| 477/478                    | Адлер — Челябинск              | 477/478                    | Челябинск — Адлер              |
| 491/492                    | Адлер — Казань                 | 491/492                    | Казань — Адлер                 |
| 493/494                    | Анапа — Ульяновск              | 493/494                    | Ульяновск — Анапа              |
| 503/504                    | Анапа — Уфа                    | 503/504                    | Уфа — Анапа                    |
| 509/510                    | Новороссийск — Казань          | 509/510                    | Казань — Новороссийск          |
| 515/516                    | Анапа — Ижевск                 | 515/516                    | Ижевск — Анапа                 |
| 519/520                    | Анапа — Орск                   | 519/520                    | Орск — Анапа                   |
| 521/522                    | Новороссийск — Приобье         | 521/522                    | Приобье — Новороссийск         |
| 537/538                    | Адлер — Уфа                    | 537/538                    | Уфа — Адлер                    |
| 587/588                    | Анапа — Самара                 | 587/588                    | Самара — Анапа                 |
| 589/590                    | Адлер — Тюмень — Новый Уренгой | 589/590                    | Новый Уренгой — Тюмень — Адлер |

## Пригородное сообщение по станции
| № поезда   | Маршрут движения   | № поезда  | Маршрут движения   |
| ---------- | ------------------ | --------- | ------------------ |
| 6472       | Тарханы — Саратов  | 6303      | Карамыш — Тарханы  |
| 6475       | Анисовка — Тарханы | 6113/6166 | Балаково — Саратов |
| 6316       | Тарханы — Карамыш  | 6118      | Тарханы — Анисовка |
| 61165/6114 | Саратов — Балаково | 6325      | Карамыш — Тарханы  |